# Hotel Palazzo
L'hotel Palazzo è una struttura ricettiva di Livorno, definita, da una guida turistica dell'inizio del Novecento, come una delle più belle del mondo; l'albergo, posto nell'area antistante i bagni Pancaldi e la terrazza Mascagni, è stato riaperto alla clientela il 2 luglio 2008, dopo un impegnativo restauro, col nome di Grand Hotel Palazzo.

## Storia
Nei primi decenni dell'Ottocento, grazie allo sviluppo del turismo balneare, Livorno era divenuta una meta molto frequentata dalla borghesia italiana ed internazionale.
Il riassetto della passeggiata a mare e l'apertura di numerosi stabilimenti balneari favorirono il sorgere di alcune importanti strutture ricettive, quali i Casini d'Ardenza ed il palazzo Caprilli.
Nella seconda metà del secolo questa tendenza fu consolidata con la costruzione di un imponente albergo: l'hotel Palazzo, noto anche come Palace Hotel.
La realizzazione del vasto edificio fu voluta da Bernardo Fabbricotti, imprenditore originario di Carrara e proprietario, sempre a Livorno, di una grande villa ai margini della città.
L'albergo, progettato da Enrico Azzati, fu inaugurato nel giugno del 1884 e successivamente, per alcuni anni, fu affidato alla gestione del cavaliere J. Spatz, dal quale prese momentaneamente il nome.
Nel 1898, in seguito ad un fallimento, fu chiuso; una nuova riapertura si ebbe nel 1904, ma da allora, a causa della crescente concorrenza turistica della Versilia, l'albergo subì un lento declino.
La struttura, dove un tempo avevano soggiornato personalità come i reali Umberto I e Margherita di Savoia, fu danneggiata nel corso della seconda guerra mondiale, quando i bombardamenti dell'aviazione francese colpirono l'ala meridionale dell'immobile.
Restaurato con alcune modifiche rispetto alle condizioni originarie, l'albergo non fu comunque più in grado di raggiungere i fasti del passato.
Nel 1997, a seguito di un ulteriore fallimento, fu chiuso e sostanzialmente abbandonato. Dopo alcuni passaggi di proprietà, nel 2004 è passato all'imprenditore Andrea Bulgarella, il quale ha avviato imponenti lavori di restauro tesi a riportare la struttura alle sue condizioni originarie. I lavori si sono conclusi nell'estate 2008.

## Descrizione

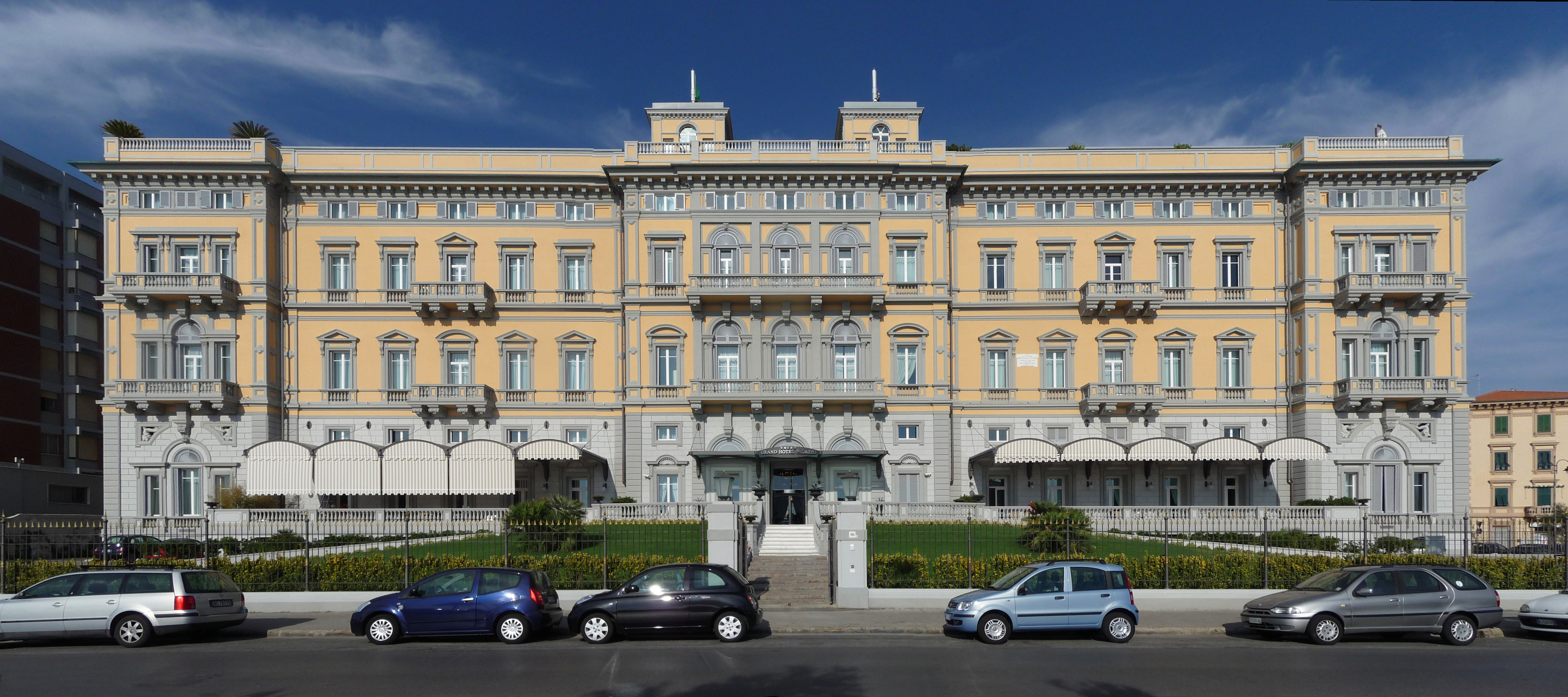
La facciata principale

L'hotel Palazzo si inserisce a margine della passeggiata a mare di Livorno, in un tratto particolarmente suggestivo che dal porto conduce all'Accademia navale.
L'imponente facciata dell'albergo, posta oltre una monumentale cancellata in ferro (smantellata prima della seconda guerra mondiale e ricostruita durante il restauro ultimato nel 2008), è caratterizzata da un corpo centrale e da due ali laterali leggermente aggettanti.
I lavori di restauro hanno portato alla demolizione della massiccia terrazza coperta in corrispondenza dell'ingresso, la cui realizzazione era stata portata a termine a seguito dell'intervento di ricostruzione postbellico.
Il prospetto, che si richiama ad un disegno di matrice neorinascimentale, presenta forti analogie con i fronti delle non distanti villa Fabbricotti e villa Mimbelli, entrambe progettate da Vincenzo Micheli.
Le ali laterali sono alleggerite mediante grandi serliane che si affacciano, ai livelli superiori, su ampi balconi; il corpo centrale presenta invece una serie di aperture a tutto sesto molto ravvicinate, precedute anch'esse da balconi fortemente aggettanti.
La copertura dell'edificio, oggetto di innumerevoli modifiche nel corso dei decenni, è stata oggetto di un sostanziale rifacimento durante l'ultimo restauro; ciò ha permesso di valorizzare le piccole torri che caratterizzano la sommità dell'albergo, dove la tradizione vuole che Guglielmo Marconi abbia eseguito alcuni esperimenti sul telegrafo.
Non meno sontuosi sono gli ambienti interni, raggiungibili mediante un'imponente scala (ricostruita successivamente a lato dell'ingresso) e sfarzosamente decorati: originariamente l'intero albergo era illuminato mediante 500 lampadine elettriche ed era dotato di ventilazione elettrica.
In occasione del restauro voluto da Andrea Bulgarella, nella hall è stato collocato un grande dipinto (3 m per 2 m) di Marc Sardelli, raffigurante l'albergo nei primi anni del Novecento.
La struttura, restaurata, dispone di 123 camere, comprese sette suite e una suite reale, per un totale di 235 posti letto; sono presenti due piscine, quattro sale ristorante, cinque sale congressi ed un centro benessere.

## L'hotel Palazzo nel cinema
Grazie alle dimensioni e alla varietà di arredi presenti al suo interno, l'hotel Palazzo è stato utilizzato come set per numerose produzioni cinematografiche, a partire da Cuori sul mare (1949). In Per questa notte (1977) l'albergo compare col nome di hotel Palace. Nel 1982, in quello allora noto come "Albergo Palazzo", vengono girate a numerose scene di Ricchi, ricchissimi, praticamente in mutande, con Lino Banfi. Nel (2003) col film 13dici a tavola, l'albergo ancora in fase di restauro, viene utilizzato per rappresentare l'ospedale in cui il protagonista, Giancarlo Giannini, viene medicato in seguito a un incidente stradale.